# Mare e monti
Le Mare e monti (mer et montagne) ou Tra mare è monti est un ensemble de circuits de randonnée traversant la Corse. Moins sportif que le célèbre GR 20 qui est réservé aux randonneurs expérimentés (mais aussi moins couru), les Mare e monti sont des itinéraires de randonnée sportive sans difficultés particulières, au même titre que le Mare a mare, permettant de bénéficier des douceurs la randonnée dans les îles de Méditerranée. Comme leur nom l'indique, ils comportent de forts dénivelés (altitude maximum : 1 171 mètres), mais ne sont jamais loin de la mer ou encore permettent de superbes échappées sur la mer.
Il y a désormais trois itinéraires Mare e monti. Le plus ancien (1985), le plus long et le plus connu — le Mare e monti nord — se trouve au nord-ouest de l'île, entre Calenzana au sud-est de Calvi, et Cargèse au nord d'Ajaccio. Son parcours nécessite une dizaine de jours à raison de 5 h. à 6 h. 30 de marche quotidienne.
Il est praticable toute l'année, mais peut s'avérer difficile l'été en raison de la chaleur.
Le Mare e monti sud est plus court, et compte cinq étapes. Il va de Porticcio à Burgu, où il rejoint le Mare a mare sud. Durant une partie de sa première étape, il se confond avec le Mare a mare centre.
Comme le Mare e monti nord, il est praticable toute l'année, mais est redoutable l'été en raison de la chaleur.
Un tout nouvel itinéraire a été inauguré le 28 juillet 2017 au pont de la Sulinzara et serait dénommé "Mare e monti livantinu". Il permet de relier le pont de Sulinzara, limite actuelle entre Haute-Corse et Corse-du-Sud, sur la commune de Solaro (U Sulaghju en corse) avec le village de Ghisoni en passant par la région du Fiumorbu à l'est de la Corse d'où l'appellation "Livantinu" ("du levant" en corse). À ce jour, le Parc Naturel Régional de la Corse (PNRC) n'a pas encore officialisé cette dénomination sur son site web ou sa cartographie où il mentionne simplement le  "Sentier Sulinzara-Ghisoni". Une publication du PNRC sur les réseaux sociaux détaille cependant cette inauguration. Ce sentier croise le "Mare a mare centre".

## Mare e monti nord
Il traverse les communes de :
- Calenzana
- Galéria
- Manso
- Osani
- Partinello
- Serriera
- Ota
- Évisa
- Cristinacce
- Marignana
- Cargèse.

## Mare e monti sud
Il traverse les communes de :
- Grosseto-Prugna
- Cauro
- Albitreccia
- Pietrosella
- Cognocoli-Monticchi
- Coti-Chiavari
- Serra-di-Ferro
- Sollacaro
- Olmeto
- Petreto-Bicchisano
- Fozzano.

## Mare e monti livantinu
Il traverse les communes de :
- Solaro
- Chisa
- Serra-di-Fiumorbo
- Isolaccio-di-Fiumorbo
- Poggio-di-Nazza
- Lugo-di-Nazza
- Ghisoni
- Vezzani
- Vivario

D'après la carte mise à la disposition sur le site web de la commune de Solaro, les étapes sont les suivantes :
- Etape 1 : Pont de la Sulinzara - Solaro[7]
- Etape 2 : Solaro - Bocca di Cateri - Chisa (gite d'étape)[8]
- Etape 3 : Chisa - Bocca di Juva - Pietrapola - Isolaccio di Fiumorbo (gite)[9]
- Etape 4 : Isolaccio di Fiumorbo - Aghjola - Poggio di Nazza (gite d'étape prévu)[10]
- Liaisons alternatives entre Poggio di Nazza et Lugo di Nazza[11]
- Etape 5 : Poggio di Nazza - Lugo - Vecchja Mina Sampolo (gite)[12]
- Etape 6 : Vecchja Mina Sampolo - Col de la Croix Ghisoni (Hôtel/gite)[12]
- Etape 7 : Ghisoni - Vezzani
- Etape 8 : Vezzani - Vivario (connexion avec la variante sud du Mare a Mare Nord)

Selon Korsika-forum, deux étapes alternatives et balisées permettent d'atteindre Solaro :
- Etape 0 : Solenzara - Sari - Solenzara (fleuve) jusqu'à la ferme-auberge A Pinzutella (gite d'étape prévu)
- Etape 1 : Solenzara (fleuve) - Bocca di u Saltu - Solaro (gite d'étape)

On constate une certaine confusion dans le choix du départ suivant qu'on parle de l'itinéraire Solaro-Ghisoni (Pont de Sulinzara en direction de Solaro) ou  l'itinéraire Solenzara-Ghisoni (village de Solenzara en direction de Sari).

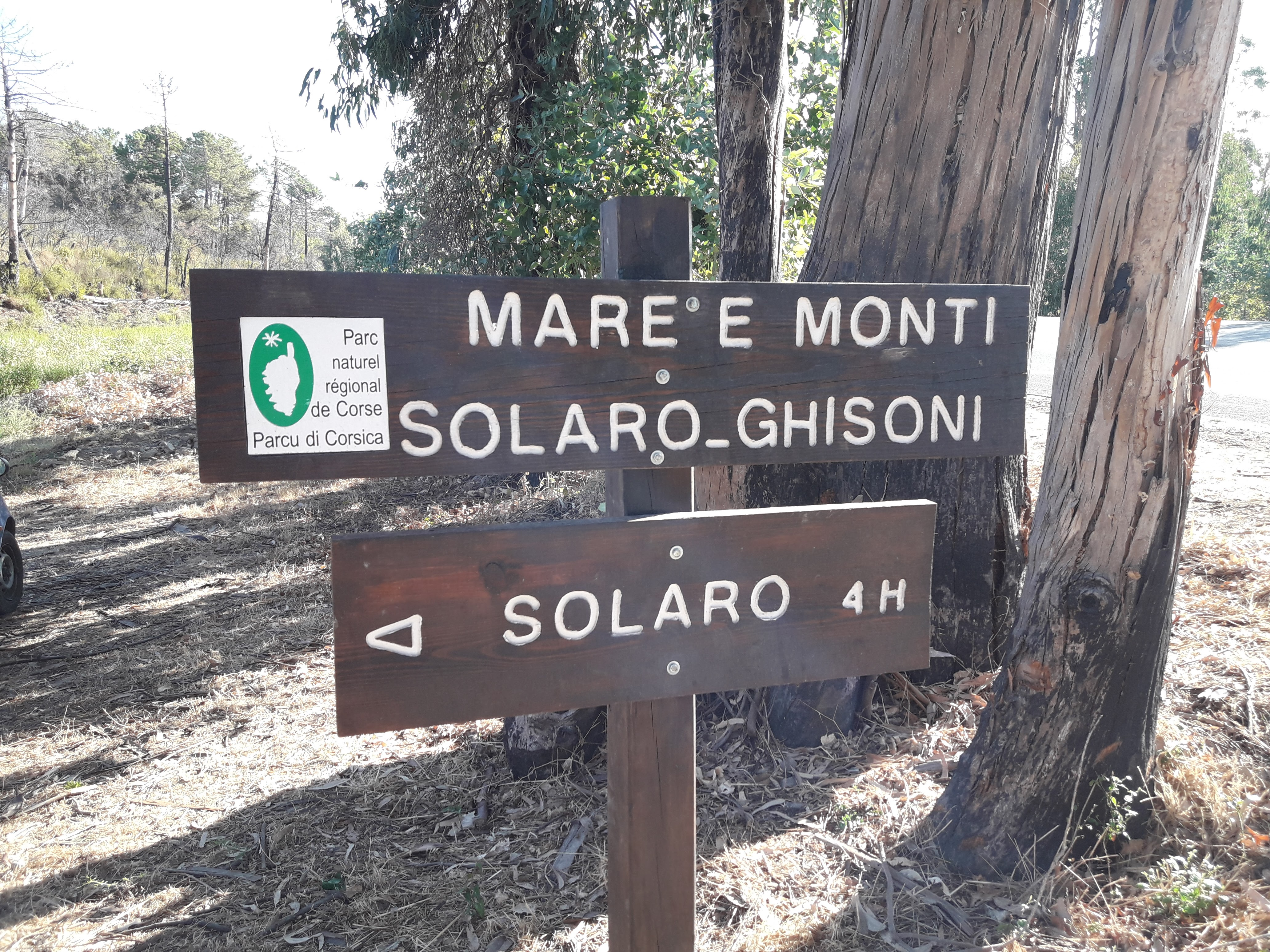
Panneau PNRC au départ du pont de Sulinzara itinéraire Solaro-Ghisoni
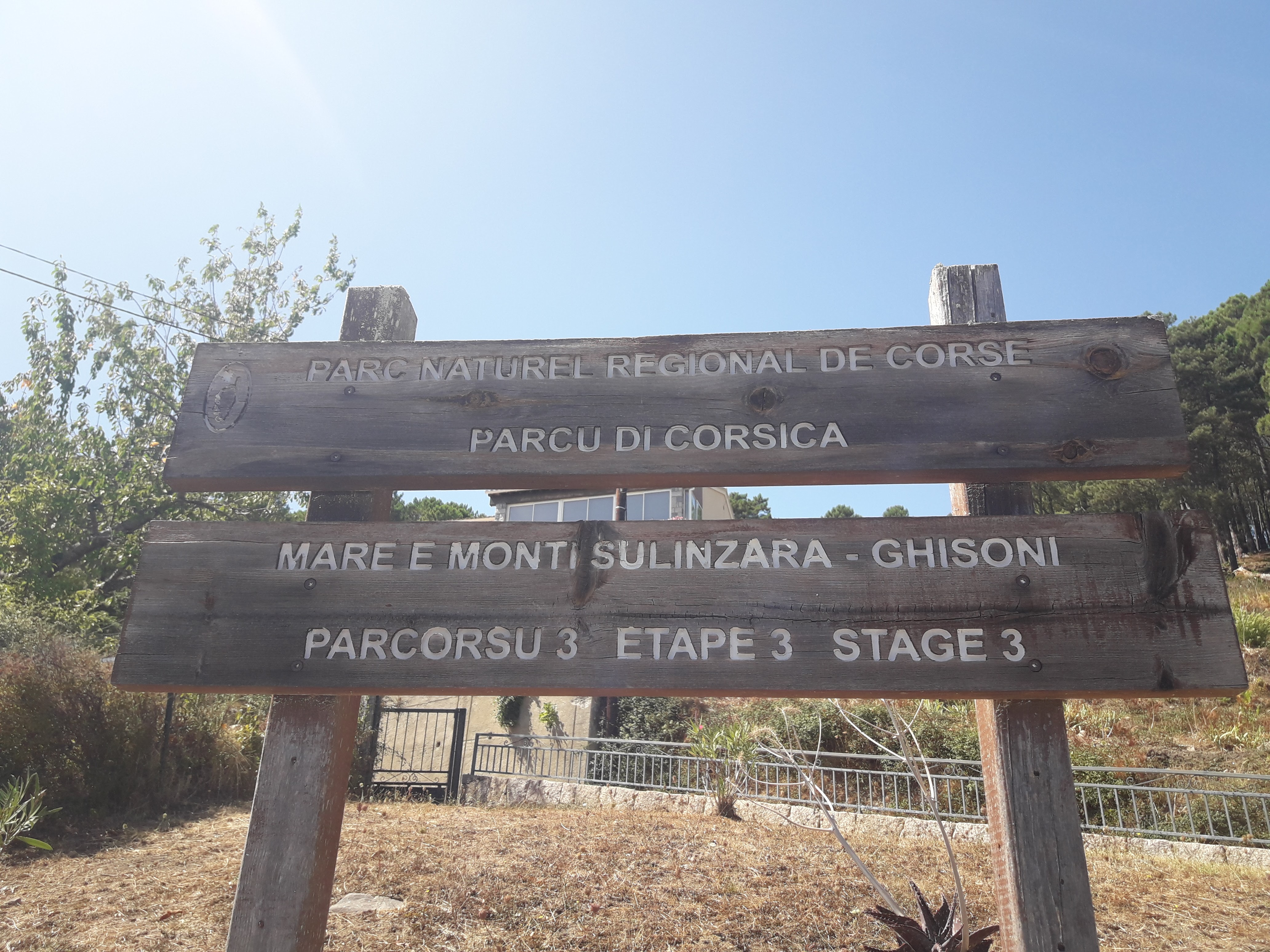
Panneau du PNRC à Solaro itinéraire Sulinzara-Ghisoni

Cette confusion est accentuée par l'homonymie entre le fleuve et le village de Solenzara (Sulinzara en corse). Tous deux atteignent pourtant Solaro puis Ghisoni.
Le Mare e monti livantinu officiel serait cependant la première version (plus courte) de cet itinéraire au départ du pont de la Sulinzara sur la commune de Solaro.
En janvier 2024, la Parc Naturel Régional de Corse annonce avoir ajouté deux nouvelles étapes (Vezzani, Vivario) à l'itinéraire, toutes deux en cours de finalisation.